# Stora Bergagölen
Stora Bergagölen är en sjö i Vaggeryds kommun i Småland och ingår i Lagans huvudavrinningsområde. Sjön är 5 meter djup, har en yta på 0,016 kvadratkilometer och befinner sig 219 meter över havet.